# Соціальна географія
Соціа́льна геогра́фія — суспільна географічна наука, що вивчає закономірності територіальної організації соціальної інфраструктури у зв'язку із способом виробництва та особливостями географічного середовища (побутове, культосвітнє, медичне обслуговування населення, народна освіта тощо).
Головна мета, ціль соціальної географії — це визначення темпів, інтенсивності й інших параметрів, особливостей розвитку процесів соціалізації людини, суспільних та інших груп, суспільства в конкретних просторово-часових координатах як системотворчих процесів при формуванні й розвитку територіальних суспільних систем різного ієрархічного рівня, створення адекватних таким процесам інструментів, методів і теорії цієї галузі знань як конструктивної самостійної географічної науки, що зробить свій внесок у майбутній розвиток світу. Дослідження зазначених процесів у регіональних суспільних системах з метою оптимізації їх розвитку становить головну ціль регіональної соціальної географії.